# Ферпост, Гуго
Гуго (Хуго) Ферпост (Hugo Verpoest) (17 мая 1935 — 29 сентября 2012) — бельгийский шашист. Второй, после брата Оскара, в истории Бельгии чемпион мира по шашкам — по международным шашкам в заочной игре. Международный мастер (MI) и национальный гроссмейстер Бельгии. Участник нескольких чемпионатов мира (лучший результат — 8 место в 1964 году). Участник турнира претендентов (1958). Выступал за голландский клуб TDV.

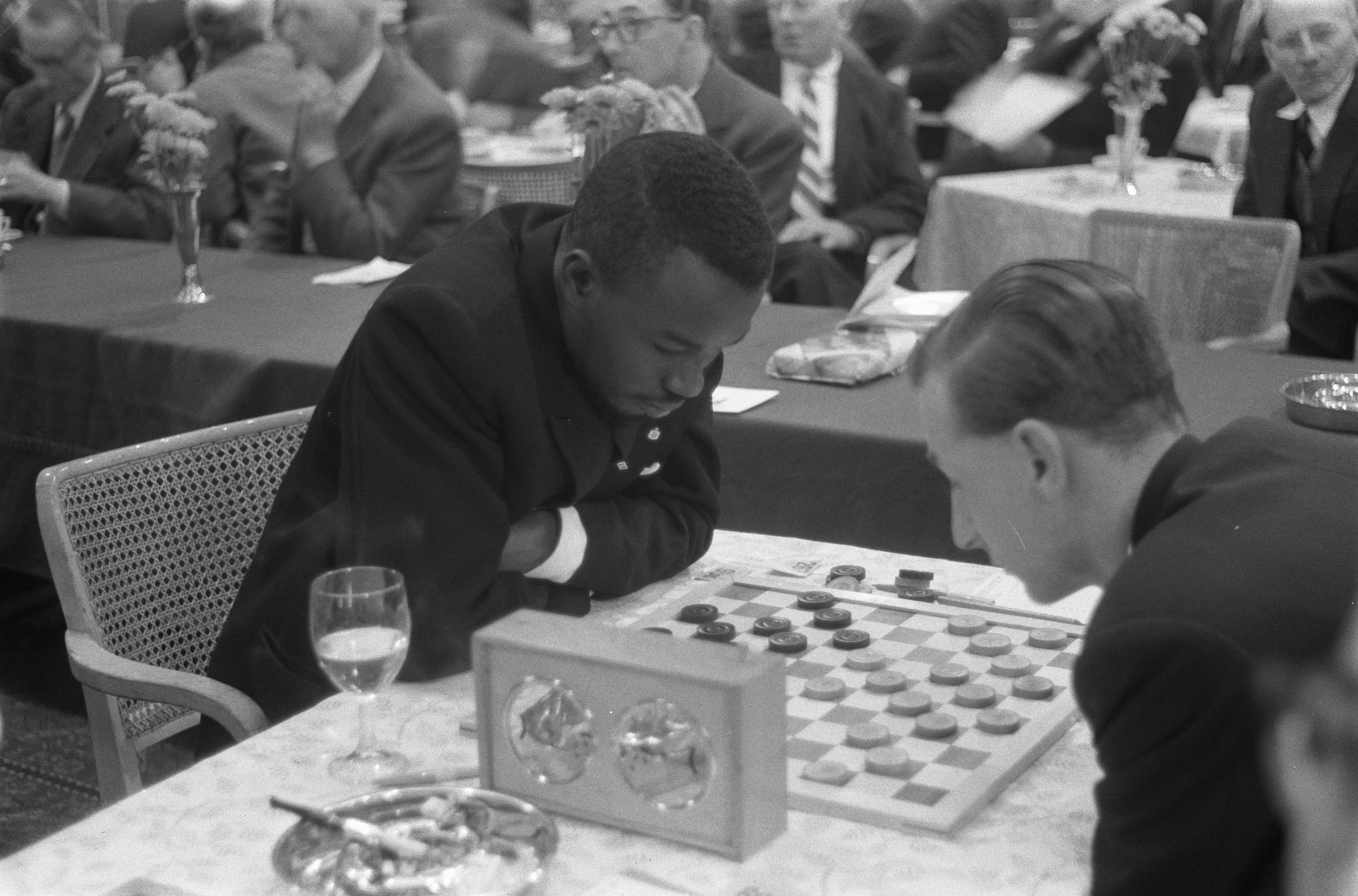
Чемпионат мира, Амстердам, 1960. Баба Си против Гуго Ферпоста

Гуго Ферпост первый свой национальный чемпионат по шашкам выиграл в 1957 году, в общей сложности 18 раз. Вместе со своим братом Оскаром они доминировали с 1951 по 1985.
В 2007 году он получил от Fédération Mondial du Jeu de Dames (Французская федерация шашек) награду 'Distinguished Career Prize' (Приз за чистую и превосходную карьеру).
Гуго Ферпост умер 29 сентября 2012 года из-за осложнений после операции на открытом сердце.

## Титулы
- Чемпион мира по международным шашкам в заочной игре (1955).
- Чемпион Бельгии в 1957, 1960—1961, 1963—1968, 1970—1971, 1973—1974, 1978—1982 годах.
- 9-кратный чемпиона Бельгии в блице: 1965, 1968, 1973—1974, 1979—1980, 1982, 1984—1985 годов.